# Халмурзаев, Абдурахман
Абдурахман Халмурзаев (1899 год, кишлак Джуйнек, Туркестанский край, Российская империя — дата и место смерти неизвестны) — колхозник, Герой Социалистического Труда (1948).

## Биография
Родился в 1899 году в кишлаке Джуйнек, Туркестанский край. В 1929 году вступил в колхоз «Коммуна», в котором работал бригадиром хлопководческой бригады. С 1941 года был заведующим животноводческими фермами и заместителем председателя колхоза. С 1953 года трудился рядовым колхозником.
В 1947 году, будучи заведующим животноводческими фермами, вырастил в сложных послевоенных условиях 89 жеребят от 89 конематок.
В 1938 году участвовал во всесоюзной выставке ВСХВ.
В 1965 году вышел на пенсию.

## Награды
- Герой Социалистического Труда — указом Президиума Верховного Совета СССР от 23 июля 1948 года;
- Орден Ленина (1948);